# Вормський конкордат
Вормський конкордат (лат. Pax Wormatiensis cum Calixto II, також відомий як Pactum Calixtinum) — компромісна угода між Папою римським Калікстом II та імператором Священної Римської імперії Генріхом V, що закінчила боротьбу за інвеституру. Угода укладена 23 вересня 1122 у Вормсі. Ратифікована на Першому латеранському соборі (1123).

## Історія
За Вормським конкордатом, обидві сторони дарували одна одній мир, король зобов'язувався повернути Папі і місцевим церквам захоплене у ході конфлікту майно. Угода врегулювала спірні питання в призначенні церковних ієрархів. Вона визнала подвійність становища єпископів, які входили одночасно і до церковної, і до феодальної ієрархії. Імператор відмовлявся від права наділяти прелатів перснем та патерицею — символами духовного звання, яке надавалося папою або легатами. За імператором зберігалося право наділяти єпископів ленами і світською владою, вручаючи їм скіпетр (світська інвеститура). Папа пішов на три великі поступки. Він визнав, що єпископи повинні нести васальні обов'язки перед імператором, погодився на присутність імператора при обранні єпископів на німецькій території і дозволив імператору висловлювати свою думку в суперечливих випадках. Імператор, своєю чергою, обіцяв, що вибори проходитимуть без симонії і примусу. Права імператора обмежувалися німецькими землями — в Італії і Бургундії імператор утратив право брати участь в обранні і вручав інвеституру через шість місяців. У цілому, конкордат був вигідніший папі, ніж імператору. Вплив останнього на церковні справи суттєво зменшився.